# Владлаг
Владла́г (Владивостокский исправительно-трудовой лагерь) — подразделение, действовавшее в структуре Главного управления исправительно-трудовых лагерей Народного комиссариата внутренних дел СССР (ГУЛАГ НКВД СССР).

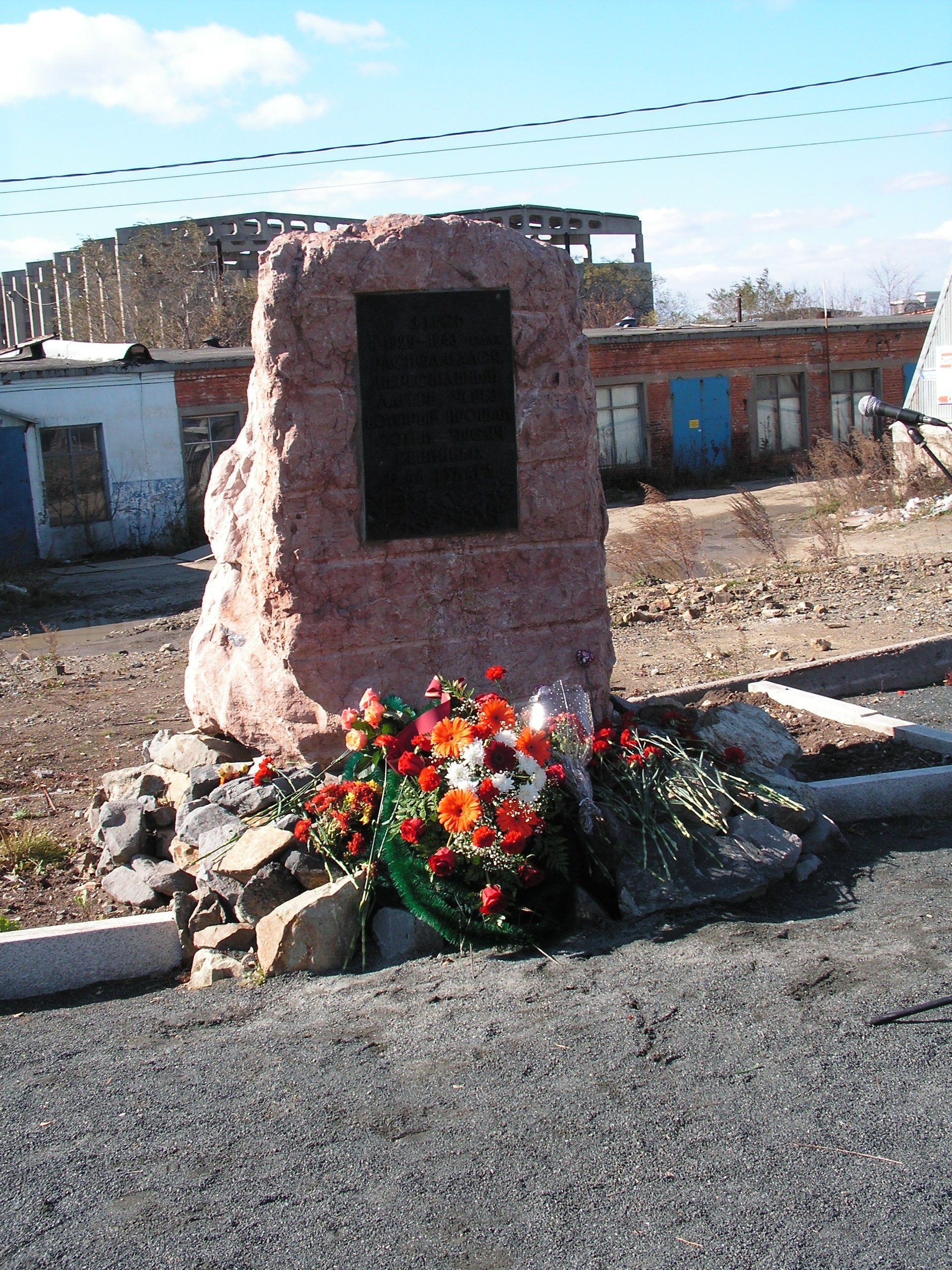
Мемориал жертвам сталинских репрессий, установленный на ул. Шуйской во Владивостоке

## История

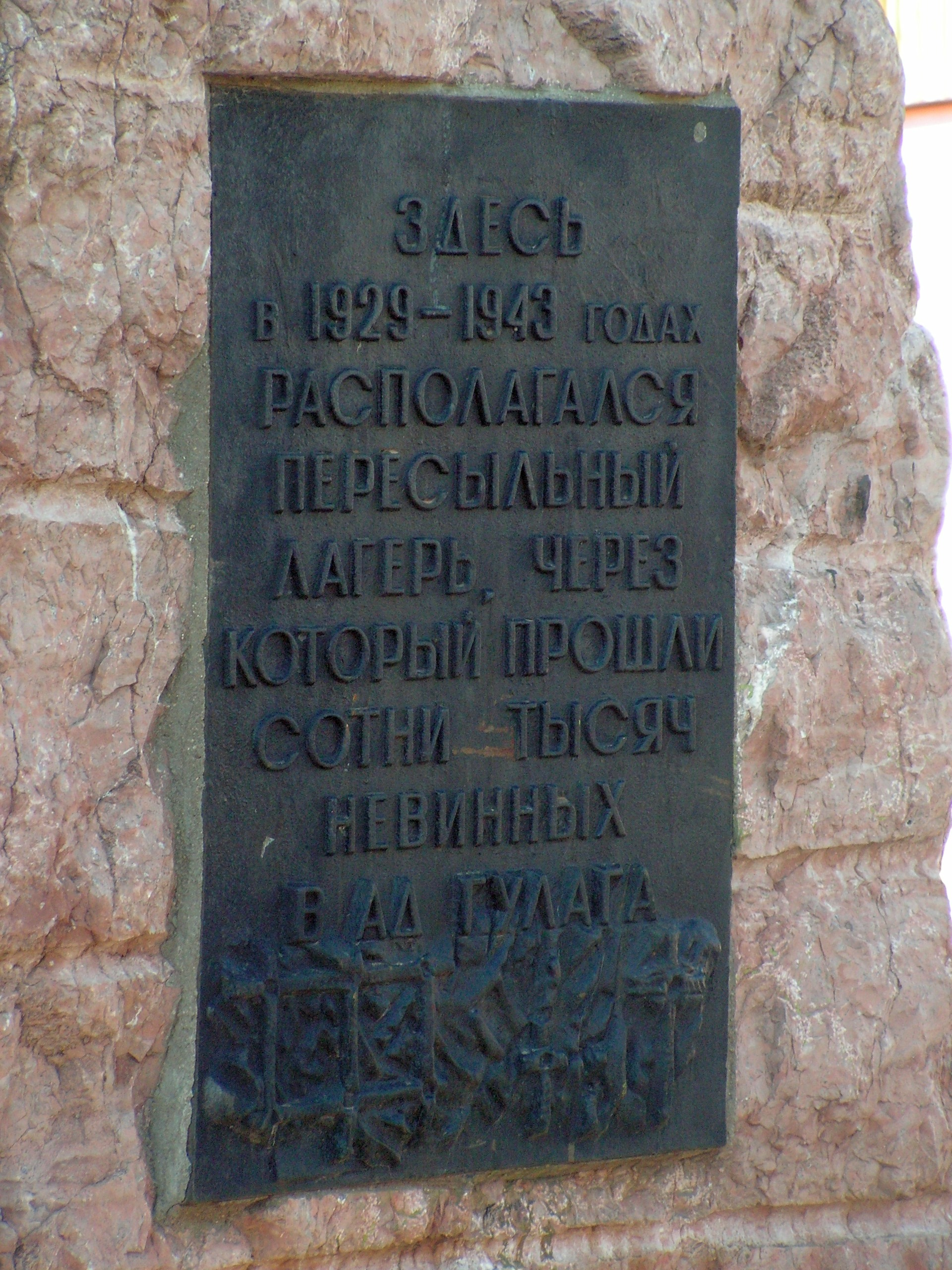
Мемориал жертвам сталинских репрессий, установленный на ул. Шуйской во Владивостоке

Владлаг выделен в самостоятельное подразделение в структуре НКВД СССР в 1938 году на базе расформированного в том же году Дальлага. Управление Владлага располагалось во Владивостоке. В оперативном командовании он подчинялся первоначально Управлению исправительно-трудовых лагерей и колоний Управления НКВД по Хабаровскому краю (УИТЛК УНКВД Хабаровского края). В 1941 году Владлаг реформирован в Управление исправительно-трудовых лагерей и колоний Управления НКВД по Приморскому краю и переподчинён непосредственно ГУЛАГ НКВД СССР.
Максимальный контингент заключённых превышал 56 тыс. человек.
Владлаг прекратил своё существование в 1943 году.

## Производство
Основным видом производственной деятельности заключённых Владлага была заготовка и переработка рыбы, дорожное строительство, лесозаготовки.

## Начальники лагеря
- А. А. Данилов (1940-1941)
- К. Д. Иноземцев (1941-1943)